# Polyergus lucidus
Espèce
Statut de conservation UICN

 VU D2 : Vulnérable
Polyergus lucidus est une espèce de fourmis esclavagistes ou dulotiques (du grec dulos, esclave) de la sous-famille des Formicinae. Elle est endémique dans l'est des États-Unis. C'est une espèce dulotique obligatoire, ses colonies étant incapables de se nourrir ni de prendre soin de leur couvain et comptant sur des fourmis du genre Formica pour remplir ces tâches.

## Description
Polyergus lucidus fait partie d'un groupe de six espèces de fourmis rouge orange ou ronge foncé, qui sont pour la plupart originaires de l'est de l'Amérique du Nord et qui ont de longs membres, souvent de couleur sombre, et quelques poils sur la surface dorsale du gastre. L'ouvrière mesure de 5,7 à  7,1 mm de long et a une tête plus longue que large, couronnée d'une douzaine de poils courts. Elle est rouge, mais les pattes et le bout du gastre sont souvent teintés de brun. L'épithète spécifique lucidus signifie « brillant, éclatant » ; l'espèce est de fait la plus brillante du groupe, son mesonotum et son gastre sont brillants, et sa tête, l'est modérément.

## Liste des sous-espèces
Selon Catalogue of Life (21 avril 2019) :
- sous-espèce Polyergus lucidus longicornis Smith, 1947
- sous-espèce Polyergus lucidus lucidus Mayr, 1870

## Comportement

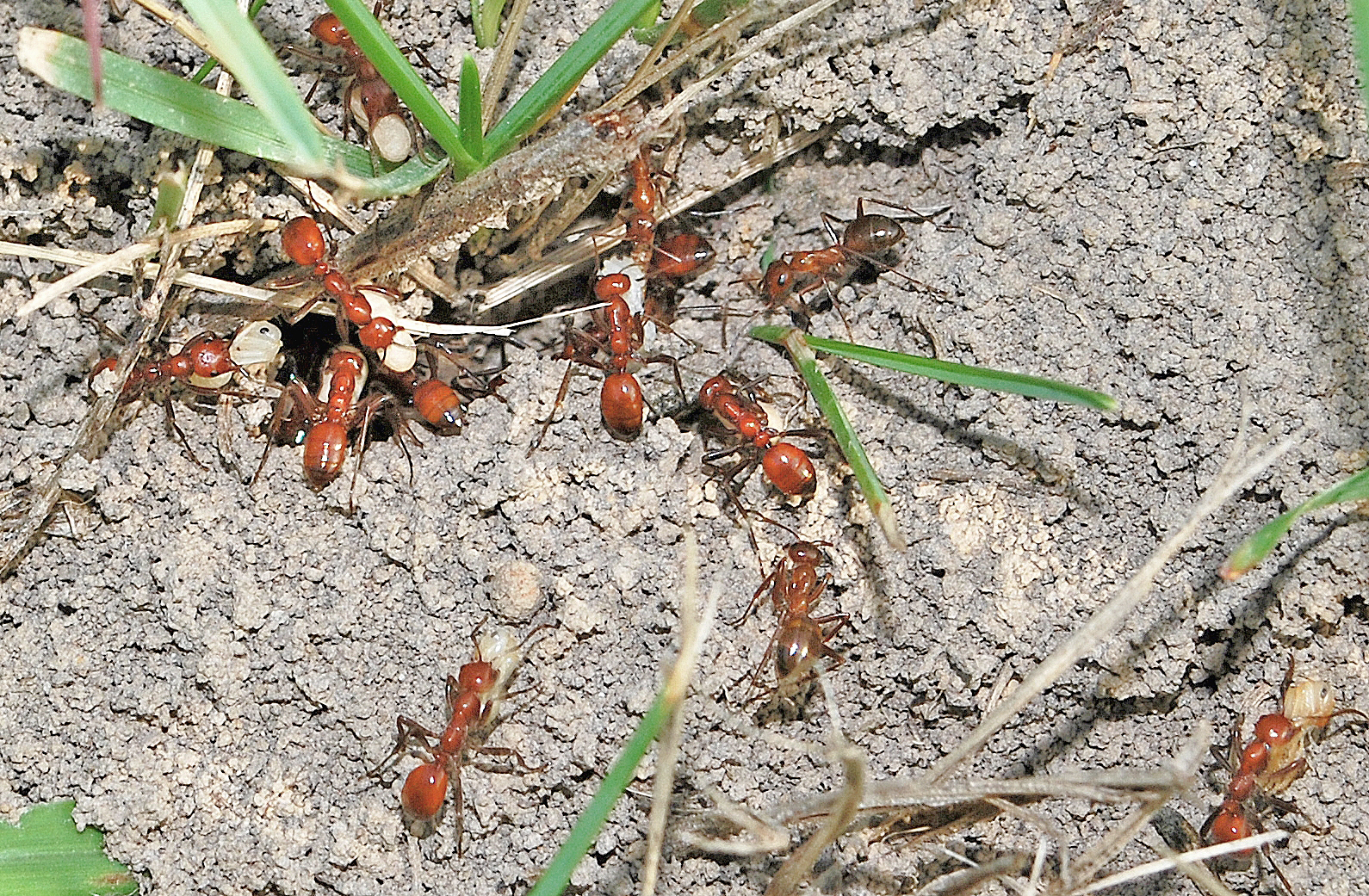
Raid de Polyergus lucidus contre une fourmilière de Formica incerta

Polyergus lucidus est incapable de se nourrir ni de prendre soin de ses jeunes sans aide. Comme les autres membres de son genre, l'espèce fait des raids dans les fourmilières d'une autre espèce et en emporte les nymphes dans sa fourmilière, où elles feront office d'ouvrières après leur mue. Dans le cas de P. lucidus, l'espèce esclave est presque toujours Formica incerta, mais les chercheurs ont aussi vu F. nitidiventris et F. schaufussi travailler dans des fourmilières dulotiques de P. lucidus. Des chercheurs ont montré que les colonies de P. lucidus razziaient par choix des fourmilières de l'espèce qu'elles avaient déjà réduite en esclavage dans leur fourmilière, sauf s'il n'y en avait pas dans les environs. Dans le cas exceptionnel où elles ont razzié la fourmilière d'une espèce esclave différente, les nymphes rapportées à la fourmilière dulotique allaient probablement être consommées. On ne sait trop comment les ouvrières dulotiques acquièrent leur préférence, mais c'est probablement un cas d'imprégnation.

## Répartition
Polyergus lucidus est une espèce indigène dans l'est des États-Unis que l'on trouve presque partout où vit son espèce esclave. Son aire de répartition s'étend de la Nouvelle-Angleterre et du Wisconsin à la  Caroline du Sud et au Missouri, mais l'espèce est absente du Kansas et du Nebraska.